# Desktop (textový procesor)
Desktop je WYSIWYG textový procesor pro počítače Sinclair ZX Spectrum a kompatibilní (například Didaktik). Jedná se o program českého původu, autorem je Tomáš Vilím, který jej napsal pod přezdívkou Universum. Vydavatelem programu byla společnost Proxima – Software v. o. s.
Proti jiným textovým editorům pro ZX Spectrum z té doby Desktop pracuje s proporcionálním písmem, v textu lze použít až čtyři fonty (není zde ale možnost u každého fontu použít různé řezy, pro každý řez je nutné použít zvláštní font).
Program byl dodáván společně s dalšími třemi programy:
- Convertor – k převodů textů z programů Tasword, D-Text, R-Text, D-Writer a Textmachine do programu Desktop,
- Fonteditor – pro editaci fontů, psaní nadpisů a umí převádět barevné obrázky do stupnice šedé,
- Screen Top – umožňuje editovat obrázky až do velikosti 512 × 384 bodů (2 × 2 obrazovky ZX Spectra).

Tisk z programu je možný na těchto tiskárnách a zapisovačích:
- Minigraf Aritma 0507,
- XY 4140, XY 4150, XY 4160,
- souřadnicový zapisovač Merkur Alfi,
- jednojehličková tiskárna BT100,
- tiskárna Gamacentrum 01,
- termotiskárna Robotron K6304,
- 9jehličkové tiskárny Epson FX, RX, LX, EX a kompatibilní,
- 24jehličkové tiskárny Epson LQ a kompatibilní.

Pro kvalitnější tisk na 24jehličkových tiskárnách existuje ovladač Ultra LQ, který místo v původním rastru 8 × 12 bodů tiskne v rastru 16 × 24 bodů. Pomocí ovladače Ultra BT je možný kvalitnější tisk na tiskárně BT100. Tyto ovladače bylo nutné zakoupit zvlášť.
Existovala i speciální verze programu Desktop, která obsahovala ovladač pro tisk na tiskárně D-100 (není kompatibilní s tiskárnami Epson), a verze, která obsahovala ovladač pro tisk na tiskárně PRT 42G.
K programu Desktop dále existují čtyři doplňkové sady programů, ovladačů, fontů a obrázků vydané pod názvy Klub uživatelů Desktopu 1 – 4.
Klub uživatelů Desktopu 1 obsahuje následující:
- Archives – umožňuje vytisknout přehled znakových sad,
- ovladač BT100-552 – umožňuje tisk až 552 bodů na řádek místo standardních 480 (pouze pro upravené tiskárny BT 100),
- Fonteditor – keypad – editor fontů spustitelný z programu Desktop, ovládání pomocí klávesnice,
- Fonteditor – Kempston – editor fontů spustitelný z programu Desktop, ovládání pomocí Kempston joysticku,
- Insert+Cat – z adresáře na disketě umožňuje vytvořit textový soubor pro Desktop, stejně tak umí vytvořit textový soubor pro Desktop se seznamem souborů na kazetě, dále umožňuje převod souborů typu .Q (sekvenční soubor disketových jednotek Didaktik 40 a Didaktik 80),
- Keyboard View – umožňuje zobrazit a vytisknout aktuální rozložení znaků na klávesnici,
- Pulldown Menus – roletové menu pro program Desktop,
- 20 znakových sad,
- 2 znakové komplety – soubory čtyř fontů,
- 3 velké znakové sady,
- 60 obrázků,
- 3 ukázkové texty.

Klub uživatelů Desktopu 2 je ovladač Ultra BT.
Klub uživatelů Desktopu 3 obsahuje následující:
- Art Studio – utilita umožňující úpravy obrázků (nejedná se o program Art Studio společnosti OCP),
- Block operations,
- Calculator – vědecký kalkulátor, výsledky je možné vkládat do textu,
- Keywords – urychlení vkládání opakujících se částí textu,
- Remaker – úpravy fontů (naklonění, ztučnění, odproporcionalizování, zprorcionalizování, posunutí znaků), neumožňuje úpravy jednotlivých znaků samostatně,
- Telefony – hra spustitelná přímo z programu Desktop,
- 19 znakových sad,
- 8 velkých znakových sad,
- 2 ukázkové texty,
- 12 souborů s obrázky (cliparty),
- 5 obrázkových fontů (pro program Fonteditor),
- 2 velké obrázky (pro program Screen Top).

Klub uživatelů Desktopu 4 jsou ovladače Ultra LX a Ultra LQ.
Další doplňkové programy byly dodávány v kompletu Public 12 – pro Desktop:
- XY 4150 – na plotru XY neprovádí simulaci jednojehličkové tiskárny, ale písmena vykresluje,
- Great Font – použití velkých fontů z Fonteditoru přímo v Desktopu,
- Chess 1 – vytváření šachových pozic a jejich vkládání do textu,
- Chess 2 – vytváření šachových pozic a jejich vkládání do textu,
- Tetris for Desktop – hra Tetris spustitelná přímo z Desktopu.

V současné době jsou tyto programy volně ke stažení.